# Juillet 1784

## Événements
- 1er juillet : convention de Versailles[1]. Saint-Barthélemy, aux Antilles, devient suédoise (fin en 1877).

## Naissances
- 22 juillet : Friedrich Wilhelm Bessel, astronome et mathématicien allemand († 17 mars 1846).
- 23 juillet : Bagyidaw, roi de Birmanie († 15 octobre 1846).
- 25 juillet :
  - Bernard Sénéquier, peintre et sculpteur français († 4 juillet 1868).
  - Richard William Howard Vyse, militaire et anthropologue britannique († 8 juin 1853).
- 27 juillet : George Onslow, compositeur français († 3 octobre 1853).

## Décès
- 7 juillet : Torbern Olof Bergman (né en 1735), chimiste suédois (° 20 mars 1735).
- 31 juillet : Denis Diderot, écrivain, philosophe et encyclopédiste français (° 5 octobre 1713).